# Homalogrypota hyalinipennis
Homalogrypota hyalinipennis är en insektsart som beskrevs av Schmidt 1920. Homalogrypota hyalinipennis ingår i släktet Homalogrypota och familjen spottstritar. Inga underarter finns listade i Catalogue of Life.